# Manuel López Rodríguez
Manuel López Rodríguez (Vilasantar, La Coruña, 5 de marzo de 1946 - Denia, Alicante, 12 de diciembre de 2014) fue un periodista, editor gráfico, profesor, autor y fotógrafo de prensa español.

## Biografía
Nacido en el ayuntamiento coruñés de Vilasantar en 1946, en los años sesenta emigró con su familia a Colonia (Alemania), donde estudió fotoperiodismo en la Bikla Schule für Fotografie und Fotografik.[cita requerida] A su regreso a España se estableció en Madrid, donde trabajó como fotógrafo de prensa en las redacciones de Gaceta Ilustrada, Cuadernos para el diálogo, El Periódico de Madrid, El Periódico de Catalunya y Tiempo.
En 1982, debido a una enfermedad que no le permitía seguir cargando con el peso de las cámaras, se retiró del fotoperiodismo activo para dirigir la edición española de la revista Photo y posteriormente fundar la revista mensual Foto Profesional, que pasaría a llamarse Revista Foto y de la que editó 287 números impresos hasta 2009 y después en formato digital.
Militante socioliberal, estuvo vinculado al PSOE desde su juventud y fue miembro activo de la comunidad protestante internacional. Fue distinguido por Kodak en 1980 «en reconocimiento a su labor a favor de la fotografía y su difusión».[cita requerida]
En 2006 fue nombrado "Fotógrafo histórico" por la diputación de La Coruña.
Falleció a los 68 años, de cáncer, en la localidad alicantina de Denia en 2014.

## Actividad docente y periodística
Desde el año 1978 desempeñó tareas de profesor (Universidad Popular de San Sebastián de los Reyes (Madrid), Universidad Antonio de Nebrija, Escuela Superior de Publicidad, UNED de Denia), colaborador de prensa y de sitios web, conferenciante y director de talleres y cursos de formación continua. Su actividad docente estuvo enfocada a la educación de la mirada y la reflexión sobre el papel de la imagen en la sociedad de la información y el conocimiento.
Fue autor de dos libros de texto: Fotografía Creativa I y II, que escribió para unos cursos de teleformación auspiciados por el Fondo Social Europeo. El primer volumen, editado en octubre de 2010, desarrolla a lo largo de 382 páginas el universo de la fotografía a través de cinco unidades didácticas: Principios de teoría fotográfica, Anatomía de la cámara fotográfica, Fundamentos de la imagen digital, El proceso fotográfico y El laboratorio digital. Fotografía creativa II se centra en la formación del criterio visual (lo que Manuel López llama «anatomía fotense») a través de cinco capítulos: Fundamentos de la lectura de la imagen fotográfica, Usos, funciones y ámbitos de la fotografía, Anatomía de un porfolio de autor, Teoría y práctica de los géneros fotográficos y Realización de un proyecto personal.

## Participación en la vida pública
Fue vocal por el sector de la fotografía en la comisión redactora de la Ley de Propiedad Intelectual española (1983-1987), miembro cofundador del Foro de Editores Gráficos de Prensa y coautor del Manifiesto sobre la Edición Fotográfica en la Prensa (1995-1996). También ha sido secretario general de la Asociación Provincial de Informadores Gráficos de Madrid (1976-1978), cofundador de la European Imaging and Sound Association y miembro de la Asociación de la Prensa de Madrid desde 1980.
En 2010 donó su colección privada de libros y revistas sobre fotografía a la diputación de La Coruña y en marzo de 2011 se inauguró la Sala bibliográfica y documental "Manuel López", compuesta por más de 5000 volúmenes.

## Exposición antológica
En el año 2006 inauguró una exposición antológica compuesta por un centenar de fotografías de prensa de su etapa profesional durante la transición española junto a otras más recientes y que llevaba por título Manuel López. Imágenes (1966-2006). Entre las fotografías se encontraban retratos de personalidades políticas y sociales del país, escenas de la vida cotidiana y sucesos de actualidad que vivió en primera persona, como el intento fallido de golpe de Estado del 23-F, perpetrado por Antonio Tejero, a quien plasmó pistola en mano en una de sus instantáneas. La exposición recorrió 25 ciudades de España y México. Para el catálogo de la exposición, contó con un prólogo escrito por Felipe González, expresidente del gobierno de España.